# Ceratomyxa priacanthi
Ceratomyxa priacanthi is een microscopische parasiet uit de familie Ceratomyxidae. Ceratomyxa priacanthi werd in 2002 beschreven door Kalavati, Dorothy & Pandian. 